# Carex oreocharis
Carex oreocharis là một loài thực vật có hoa trong họ Cói. Loài này được Holm mô tả khoa học đầu tiên năm 1900.